# Murīd
Murīd (arabisch مريد ‚der Wollende‘, Mehrzahl مريدون / Murīdūn) ist im Sufismus die Bezeichnung für einen Novizen oder Adepten, der sich für das Beschreiten des mystischen Weges (sulūk) entschieden und sich zu diesem Zweck der Führung eines Scheichs oder Pīr anvertraut hat. Dieser muss ihn als seinen Schüler anerkennen und fungiert dann als sein spiritueller Führer (muršid).
Die Regeln, die der Murīd und der Scheich im Umgang miteinander zu beachten haben, werden in den sufischen Handbüchern beschrieben, so zum Beispiel in den ʿAwārif al-maʿārif von ʿUmar as-Suhrawardī (Kap. 51 und 52). ʿUmar as-Suhrawardīs Onkel Abū n-Nadschīb as-Suhrawardī hat den Regeln, die die sufischen Novizen beachten müssen, sogar ein eigenes Handbuch gewidmet. Es hat den Titel Ādāb al-murīdīn. In der spanischen und portugiesischen Geschichte werden im 11. Jahrhundert die Anhänger des maurischen Sufi Ibn Qasi als Murīdūn bezeichnet. Er verbündete sich 1144 im Kampf gegen die Berberdynastie der Almoraviden mit der Dynastie der Almohaden.
Der Name der Sufi-Bruderschaft Murīdīya im afrikanischen Senegal ist von dem Wort abgeleitet. Im Nordkaukasus werden auch die Anhänger des Naqschbandīya-Ordens und anderer Tariqas als Murīdūn (eingedeutscht: Muriden oder Mouriden) bezeichnet.
Der Begriff wurde darüber hinaus auch im Jesidentum übernommen, das vom Sufismus beeinflusst ist. Es bezeichnet hier die Laienkaste im Unterschied zu den beiden Kasten der Pīre und der Scheiche.